# STE-QUEST
STE-QUEST (Space-Time Explorer and Quantum Equivalence Space Test), est un projet de mission de l'Agence spatiale européenne (ESA) qui a pour objectif d'identifier les relations entre la gravitation régie par la théorie de la relativité générale et la physique quantique. Il s'agit de tester le principe d'équivalence d'Albert Einstein en utilisant des senseurs quantiques. STE-QUEST est une des cinq propositions présélectionnées pour devenir la troisième mission moyenne (M3) du programme scientifique Cosmic Vision de l'ESA dont le lancement est planifié pour 2022. Mais le projet n'est pas retenu lors de la sélection finale le 19 février 2014 qui aboutit au choix de PLATO.
Pour tester le principe d'équivalence le satellite STE-QUEST de 1 400 kg emporte d'une part une horloge atomique dérivée du Projet d'horloge atomique par refroidissement d'atomes en orbite (PHARAO) en cours de développement d'autre part un interféromètre différentiel atomique. Le satellite doit être placée sur une orbite terrestre haute fortement elliptique de 600 × 51 000 km pour pouvoir faire des mesures avec des valeurs de la gravité différentes.